# Resultados do Carnaval de Uruguaiana em 2013
Resultados do Carnaval de Uruguaiana em 2013. A vencedora do grupo especial foi a escola Unidos da Cova da Onça com o enredo, Duas Paixões Num Só Coração.

## Grupo Especial
| Colocação | Escola                     | Pontos | Nota      | Ref.  |
| --------- | -------------------------- | ------ | --------- | ----- |
| 1º        | Unidos da Cova da Onça     | 438,9  |           | [ 1 ] |
| 2º        | Unidos da Ilha do Marduque | 436,8  |           | [ 1 ] |
| 3º        | Os Rouxinóis               | 434,7  |           | [ 1 ] |
| 4º        | Bambas da Alegria          | 432,7  |           | [ 1 ] |
| 5º        | Deu Chucha na Zebra        | 429,6  |           | [ 1 ] |
| 6º        | Apoteose do Samba          | 428,7  | Rebaixada | [ 1 ] |
| 7º        | Império Serrano            | 418    | Rebaixada | [ 1 ] |

## Grupo de Acesso
| Colocação | Escola                   | Pontos | Nota      | Ref.  |
| --------- | ------------------------ | ------ | --------- | ----- |
| 1º        | Acadêmicos de São Miguel | 215,7  | Promovida | [ 2 ] |
| 2º        | Imperadores do Sol       | 211,4  |           | [ 2 ] |
| 3º        | Unidos da Toca do Lobo   | 211,2  | Rebaixada | [ 2 ] |

## Grupo 2
| Colocação | Escola              | Pontos | Nota      | Ref.  |
| --------- | ------------------- | ------ | --------- | ----- |
| 1º        | Pantera Negra       | 105,5  | Promovida | [ 3 ] |
| 2º        | Unidos da Mangueira | 94,4   |           | [ 3 ] |
| 3º        | Aliança do Samba    | 91,7   |           | [ 3 ] |